# Тарантула (мъглявина)
 Тази статия е за междузвездния облак.  За семейството паяци вижте Тарантули.  
Тарантула, известна също като 30 Doradus и NGC 2070, е H II област в Големия Магеланов облак, част от съзвездието Златна рибка. Първоначално е смятана за звезда, но през 1751 година Никола Луи дьо Лакай установява, че това всъщност е мъглявина.
Мъглявината Тарантула има видима величина 8. Като се отчете голямото разстояние – около 49 kpc (160 000 светлинни години) – тя представлява изключително ярък незвезден обект. Нейната светимост е толкова голяма, че ако беше отдалечена от Земята колкото мъглявината Орион, би създавала сенки. Тарантула е най-активната и най-обширна област на звездообразуване в Местната група галактики.